# Самушин
Самуши́н (укр. Самушин) — село в Окнянской сельской общине Черновицкого района Черновицкой области Украины.
До 2020 года входило в Заставновский район.
Население по переписи 2001 года составляло 382 человека. Почтовый индекс — 59432. Телефонный код — 3737. Код КОАТУУ — 7321588401.